# Dudín
Obec Dudín (německy Studein in Böhmen) se nachází v okrese Jihlava v Kraji Vysočina. Žije zde 197 obyvatel.

## Název
Název se vyvíjel od varianty Dudin (1226, 1375, 1437, 1458), Dudijn (1602) až k podobě Dudín v roce 1654. Místní jméno je odvozeno od osobního jména Duda a znamenalo Dudův dvůr.

## Historie
První písemná zmínka o obci pochází z roku 1226.

## Přírodní poměry
Dudín leží v okrese Jihlava v Kraji Vysočina. Nachází se 11 km severozápadně od Vyskytné nad Jihlavou. Geomorfologicky je oblast součástí Křemešnické vrchoviny a jejího podcelku Humpolecká vrchovina, v jejíž rámci spadá pod geomorfologický okrsek Vyskytenská pahorkatina. Průměrná nadmořská výška činí 627 metrů.
Nejvyšší bod, Na Klíně (633 m n. m.), leží severozápadně od obce. Obcí protéká Dudínský potok, západně od Dudína pak Březinský potok, na němž se rozkládají rybník Strakáč a Štěcháč. Severně od obce se Dudínský potok zleva vlévá do Bukovského potoka. Jižní hranici katastru tvoří Jankovský potok, jenž je vyhlášen jako evropsky významná lokalita. Na území Dudína se rovněž rozkládá přírodní rezervace Rybník Březina, který je chráněn pro zachování přirozeného společenstva vodních a mokřadních rostlin s dominujícím stulíkem žlutým a ďáblíkem bahenním.

## Obyvatelstvo
Podle sčítání 1921 zde žilo v 66 domech 428 obyvatel, z nichž bylo 226 žen. 425 obyvatel se hlásilo k československé národnosti. Žilo zde 355 římských katolíků, 22 evangelíků a 49 příslušníků Církve československé husitské.
| Rok            | 1869 | 1880 | 1890 | 1900 | 1910 | 1921 | 1930 | 1950 | 1961 | 1970 | 1980 | 1991 | 2001 | 2019 |
| Počet obyvatel | 482  | 556  | 522  | 468  | 460  | 428  | 374  | 286  | 238  | 168  | 150  | 143  | 148  | 192  |

## Obecní správa a politika

### Základní sídelní jednotky
Obec se nečlení na místní části, má jediné katastrální území pojmenované Dudín, na němž se nacházejí 2 základní sídelní jednotky – Buková a Dudín.

### Zastupitelstvo a starosta
Obec má sedmičlenné zastupitelstvo, v jehož čele stojí starosta Luboš Jakubů.
| Období    | Voliči | Účast v % | Mandáty | Výsledky      | Starosta      |
| --------- | ------ | --------- | ------- | ------------- | ------------- |
| 2006–2010 | 117    | 82,91     | 7       | 4 SNK 3 SNK I | Danuše Rodová |
| 2010–2014 | 136    | 72,06     | 7       | 7 SNK Dudín   | Eva Nováková  |
| 2014–2018 | 147    | 68,71     | 7       | 7 SNK Dudín   | Eva Nováková  |
| 2018–2022 |        | 68,03     | 7       | 7 SNK Dudín   | Luboš Jakubů  |

### Znak a vlajka
Právo užívat znak a vlajku bylo obci uděleno rozhodnutím Poslanecké sněmovny Parlamentu České republiky dne 18. dubna 2014.
Znak: V zeleno-stříbrně šikmo sníženě děleném štítě nahoře stříbrná růže, dole šikmo vztyčený zelený bukový list. Vlajka: Zelený list s bílým dolním vlajícím trojúhelníkem sahajícím do třetí desetiny šířky listu. V zeleném poli bílá růže, v bílém poli šikmo vztyčený zelený bukový list. Poměr šířky k délce listu je 2 : 3.

## Hospodářství a doprava
V obci sídlí firma ESO - Computer, s.r.o. Obcí prochází silnice III. třídy č. 34776 z Bukové ke komunikaci II. třídy č. 131 a silnice III. třídy č. 13117, která spojuje Dudín se silnicí III. třídy č. 13115. Dopravní obslužnost zajišťuje dopravce ICOM transport. Autobusy jezdí ve směrech Humpolec, Větrný Jeníkov, Havlíčkův Brod a Jihlava.

## Školství, kultura a sport
Místní děti dojíždějí do základní školy ve Větrném Jeníkově. Působí zde Sbor dobrovolných hasičů Dudín. Sídlí zde knihovna.

## Pamětihodnosti
- Zájezdní hostinec (čp. 42)
- Pomník obětem světových válek

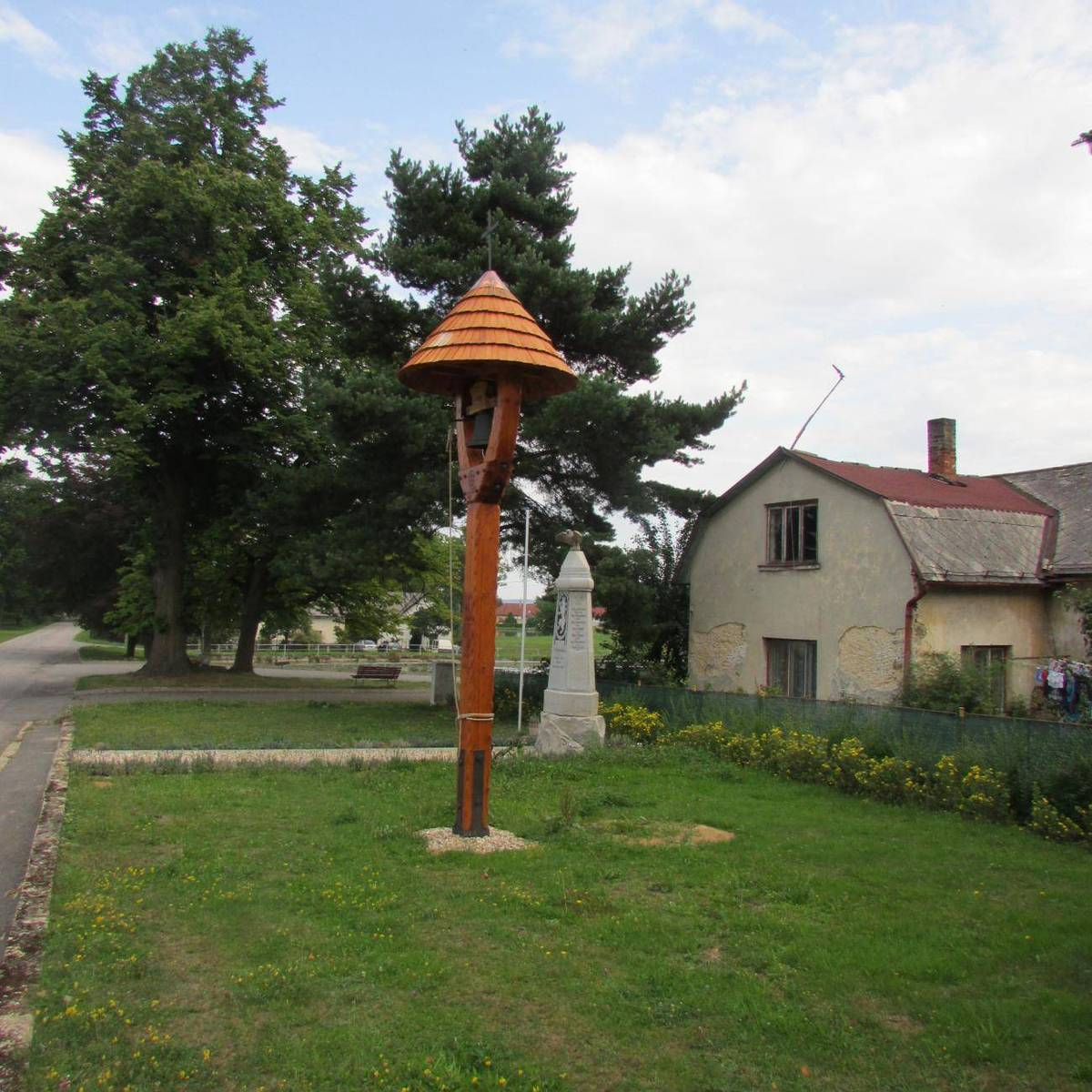
Zvonička
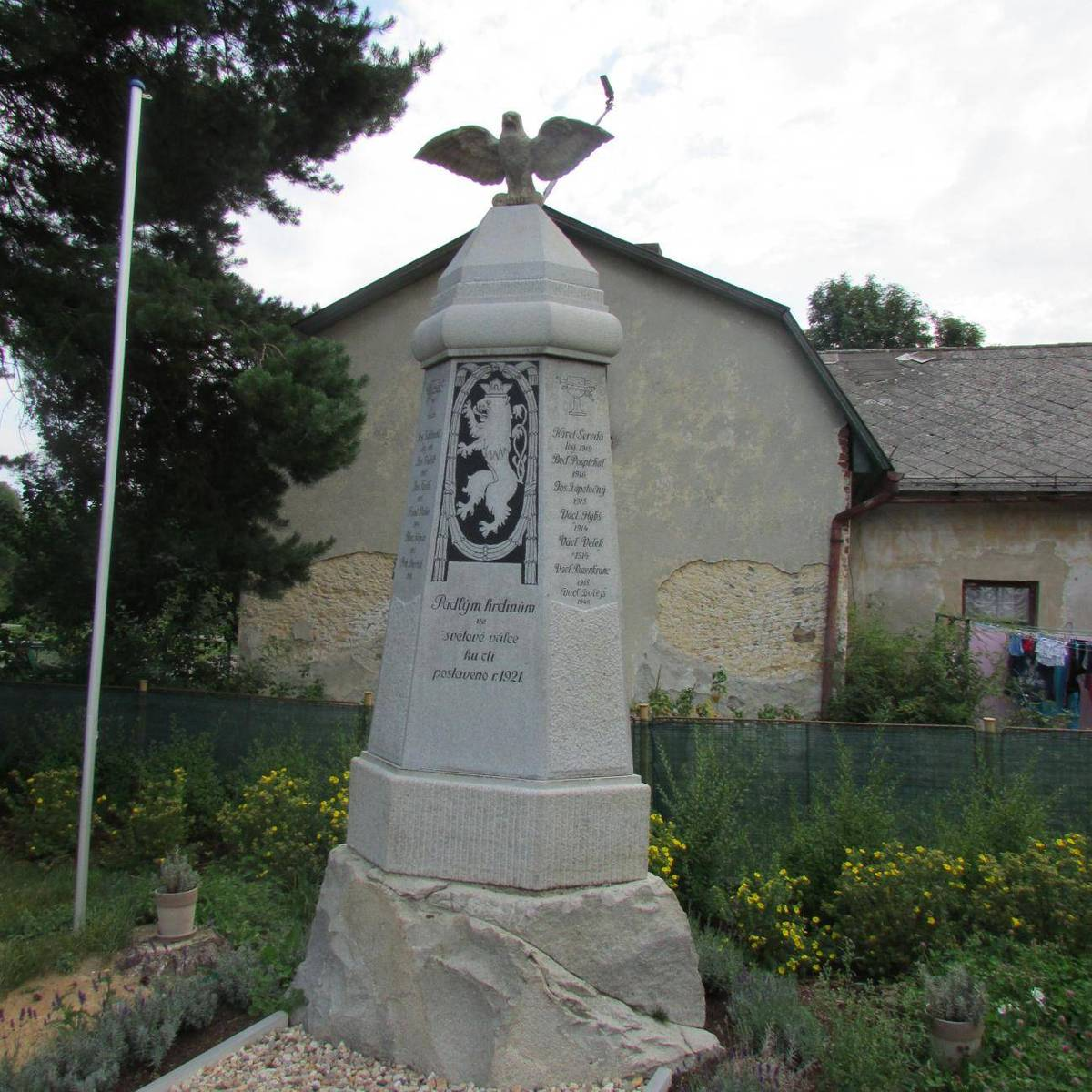
Pomník obětem světových válek
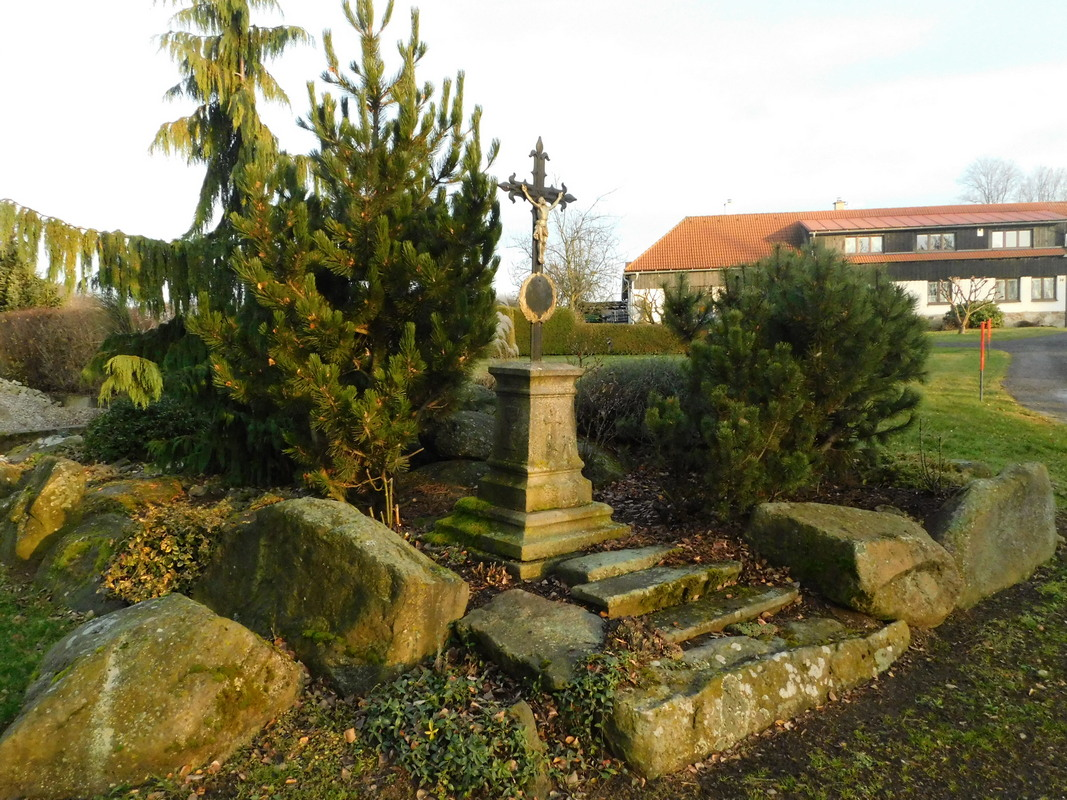
Kříž u čp. 39
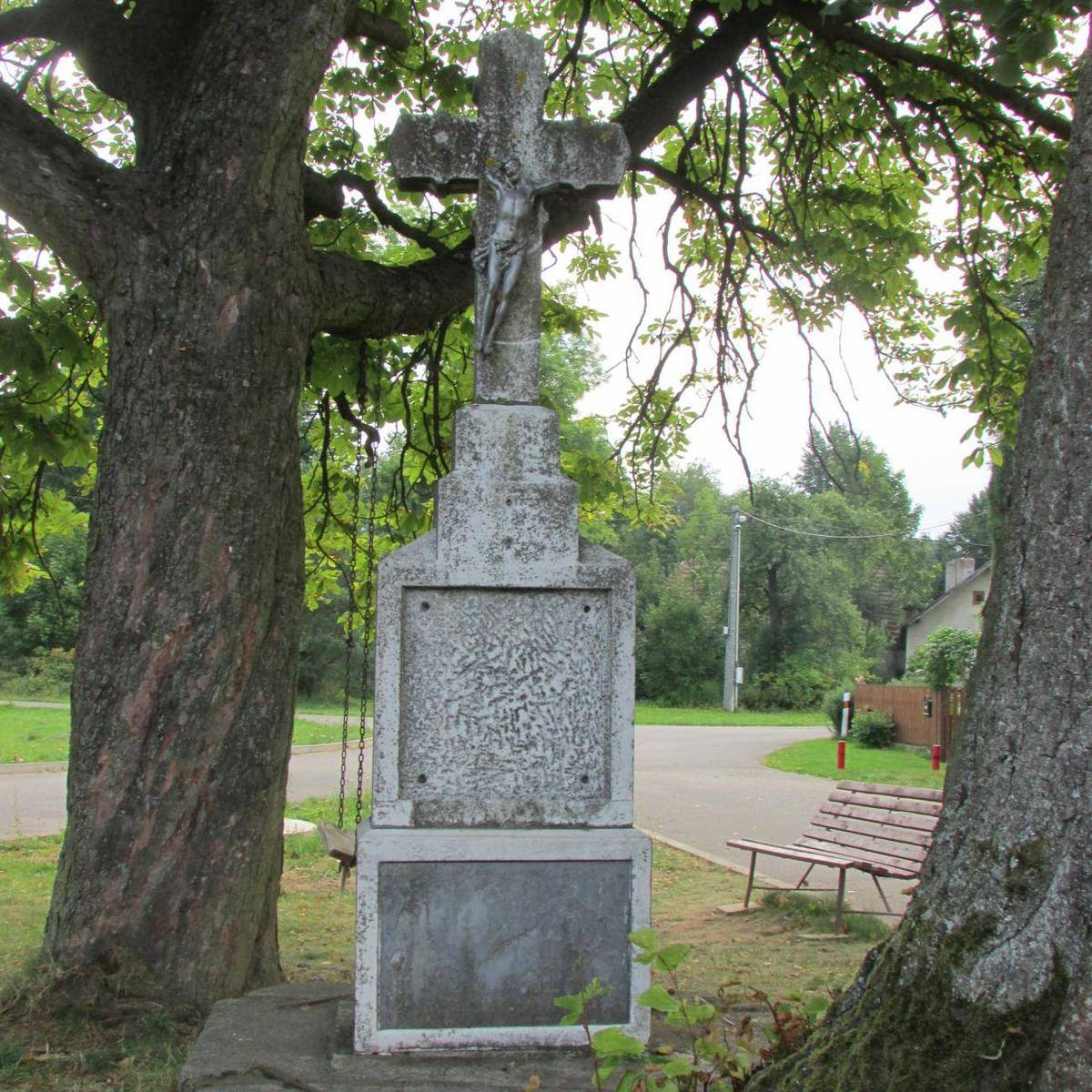
Kříž na návsi
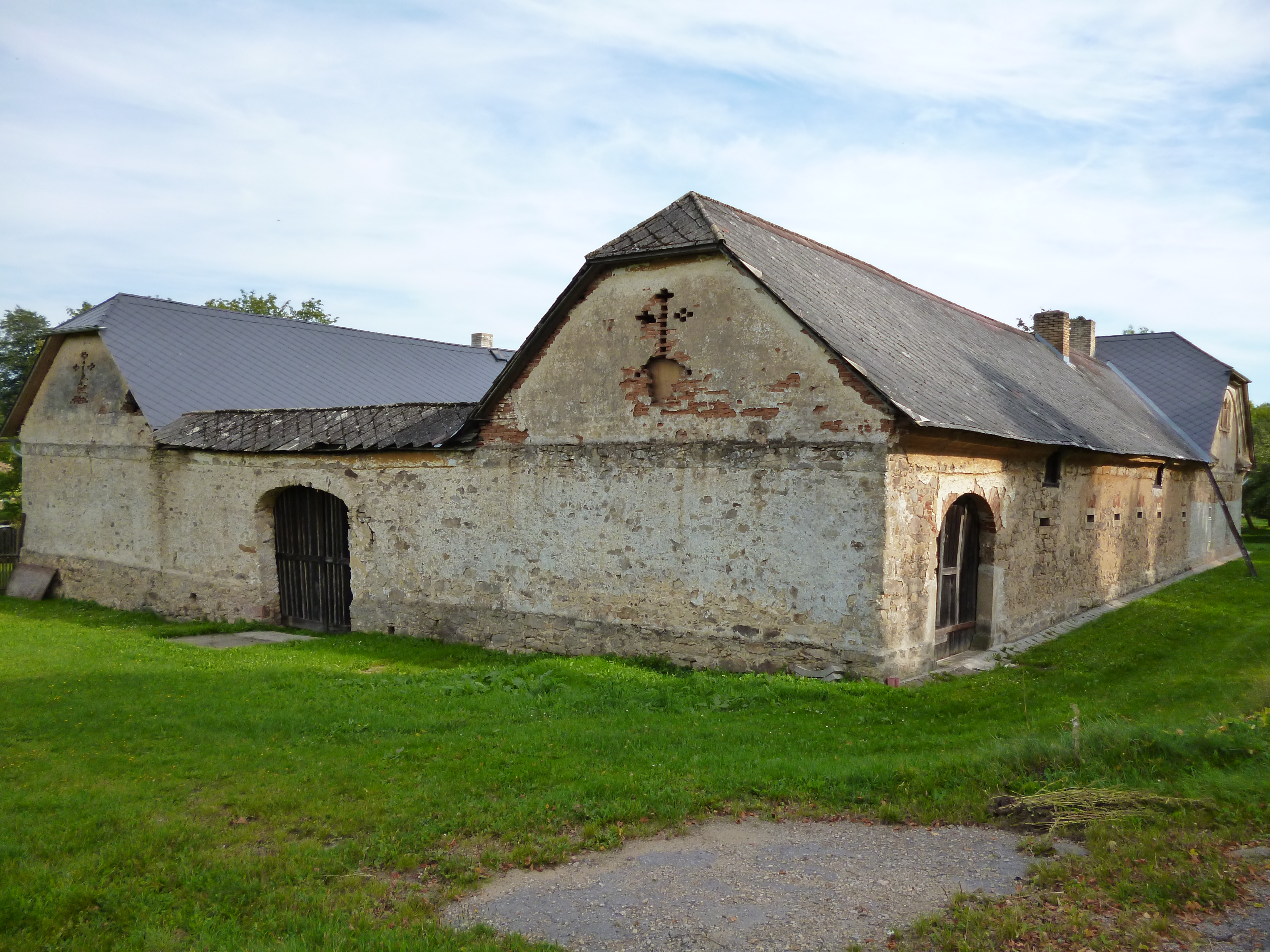
Zájezdní hostinec

- Kampelička
- Dřevěná socha sv. Barbory
- Několik křížů

- Zvonička
- Pomník obětem světových válek
- Kříž u čp. 39
- Kříž na návsi
- Zájezdní hostinec